# Eudesmia laetifera
Eudesmia laetifera är en fjärilsart som beskrevs av Walker 1864. Eudesmia laetifera ingår i släktet Eudesmia och familjen björnspinnare. Inga underarter finns listade i Catalogue of Life.